# Tumeltsham
Tumeltsham là một đô thị thuộc huyện Ried im Innkreis thuộc bang Oberösterreich, Áo. Đô thị Tumeltsham có diện tích 9,11 km², dân số thời điểm năm 2012 là 1511 người.